# معبر باب الهوى
معبر باب الهوى هو معبر حدودي دولي بين سوريا وتركيا. وهو يقع على الطريق الرئيسي السوري M45 وعلى الطريق الرئيسي التركي D827 بين مدينتي إسكندرون وحلب، وهو معروف لخطوطه الطويلة من الشاحنات والحافلات. أقرب مدينة على الجانب التركي من الحدود هي ريحانلي في محافظة هاتاي، وأقرب المدن على الجانب السوري هي الدانا و‌الأتارب.

## الحرب الأهلية السورية
في الحرب الأهلية السورية، كان نقطة عبور متكررة للسوريين الذين يحاولون الوصول إلى مخيم اللاجئين ريحانلي القريب. اشتكى السائقون في ديسمبر 2011 من أنهم كانوا يقفون عند المعبر لعدة أيام بعد توقف موظفي الجمارك عن السماح للسيارات التي تحمل التسجيلات التركية بدخول سوريا. ويشكل هذا المعبر طريقا رئيسيا للتهريب، ولا سيما النفط والغاز، وشهد أثناء النزاع زيادة كبيرة في تهريب الأسلحة. في 19 يوليو 2012، استولى الجيش السوري الحر المُعارض على الحدود، وأزال صور الرئيس السُّوري بشار الأسد. وفي 22 يوليو 2012، فرضت القوات المسلحة التركية مزيدًا من القيود على المعابر الحدودية لرعاياها.
في سبتمبر 2012، رفع الجهاديين الأجانب العلَم الأسود لتنظيم القاعدة على الحدود، مما أدى إلى مواجهة مع الجيش السوري الحر. في 11 فبراير 2013، تم تفجير سيارة مفخخة في شاحنة صغيرة مسجلة في سوريا على الجانب التركي من المعبر، على بعد أمتار من نقطة الجمارك في جيلفغوزو. قتل 13 شخصا، من بينهم 3 من المدنيين الأتراك، في حين أصيب 28 آخرون وأصيبت 19 مركبة بأضرار. ووصفت الحكومة التركية التفجير بأنه عمل إرهابي، وقالت إن وزراء الداخلية والعدل والجمارك في تركيا سيزورون المنطقة للمساعدة في التحقيق.
في 7 ديسمبر 2013، استولت الجبهة الإسلامية على المعبر من الجيش السوري الحر، وتقوم منذ يوليو 2014 بدوريات في الجانب السوري مع أعضاء حركة أحرار الشام السلفيَّة.
في 23 يوليو 2017، انسحب مئات المقاتلين من أحرار الشام من المعبر إلى جانب معداتهم وتراجعوا إلى تركيا. وجاء ذلك بعد أن هزمت هيئة تحرير الشام أحرار الشام في إدلب. ونتيجة لذلك، أغلقت تركيا المعبر إلى حد كبير، باستثناء صادرات المعونة الإنسانية والأغذية من تركيا.

## مركز التدريب والتطوير
يضم معبر باب الهوى مركز للتدريب والتطوير، يقدم فيه تدريبات تهدف لتحسين عمل الموظفين العاملين في المعبر بكافة أقسامه وذلك بإشراف 22 مدرّب/ة

## المساهمات

### مستشفى إدلب الجامعي
يموّل معبر باب الهوى مستشفى إدلب الجامعي الذي افتتحته جامعة إدلب في 2020/11/26م ضمن ميزانية مالية مخصصة للمشفى

### مشاريع خدمية
نفذت إدارة معبر باب الهوى عدة مشاريع خدمية في إدلب أبرزها تعبيد وتزفيت الطرقات وتوسعتها وكان آخرها مشروع هو الأضخم من نوعه يتضمن تعبيد وتوسعة الطريق من معبر باب الهوى وصولاً إلى بلدة حزانو، تبعه وضع منصفات طرقية وشاخصات مرورية وإطلاق مشروع الصرف المطري لمنع تشكل برك المياه وإمكانية تصريفها بشكل منظم وسهل عبر مصارف معدّة وفق دراسات هندسية.